# Euphorbia cedrorum
Euphorbia cedrorum ist eine Pflanzenart aus der Gattung Wolfsmilch (Euphorbia) in der Familie der Wolfsmilchgewächse (Euphorbiaceae).

## Beschreibung
Die sukkulente Euphorbia cedrorum bildet Bäume bis 3 Meter Höhe aus, die zweihäusig sind. Die Triebe werden bis 1,5 Zentimeter dick. Die kurzlebigen Blätter werden 2 Millimeter groß und hinterlassen nach dem Blattfall runde Blattnarben am Trieb. Die sehr kleinen Nebenblätter sind drüsig.
Die männlichen Cyathien stehen in Büscheln an den Triebspitzen und bilden dort ein- bis zweifach gegabelte Cymen. Die weiblichen Cyathien stehen einzeln. Die rötlichen Cyathien erreichen 2 Millimeter im Durchmesser und sind nahezu sitzend. Die Nektardrüsen sind gelb gefärbt. Die stumpf gelappte Frucht wird 7 Millimeter groß und steht an einem nur wenig herausragenden Stiel. Sie enthält den nahezu kugelförmige Samen, der 2 Millimeter im Durchmesser erreicht.

## Verbreitung und Systematik
Euphorbia cedrorum ist nur aus Kultur bekannt. Es wird eine Verbreitung im Südwesten von Madagaskar vermutet.
Die Art steht auf der Roten Liste der IUCN und gilt als stark gefährdet (Endangered).
Die Erstbeschreibung der Art erfolgte 1993 durch Werner Rauh und René Hebding.